# Georges Dardel
Pour les articles homonymes, voir Dardel.
Georges Dardel, né le 13 avril 1919 à Valletot et mort le 1er octobre 1982 à Crans-sur-Sierre (Suisse), est un homme politique français.

## Biographie
Employé avant la Seconde Guerre mondiale par la Société nationale des chemins de fer français (SNCF), il devient ensuite un homme politique de premier plan (SFIO, PS, puis non-inscrit), proche de Marceau Pivert, accédant notamment à la présidence du conseil général de la Seine. Lorsqu'en 1963 est annoncée la réforme visant à supprimer le département de la Seine, sans consultation de la représentation politique du territoire, il est à la tête  d'une très large majorité de conseillers généraux parisiens et banlieusards qui votent une résolution du conseil général de la Seine s'opposant à la réforme de la région parisienne.
Il fut plusieurs fois marié, et père de cinq enfants[source insuffisante], dont Guy Dardel.

## Distinctions
- Croix de commandeur de l'ordre du Mérite

## Mandats

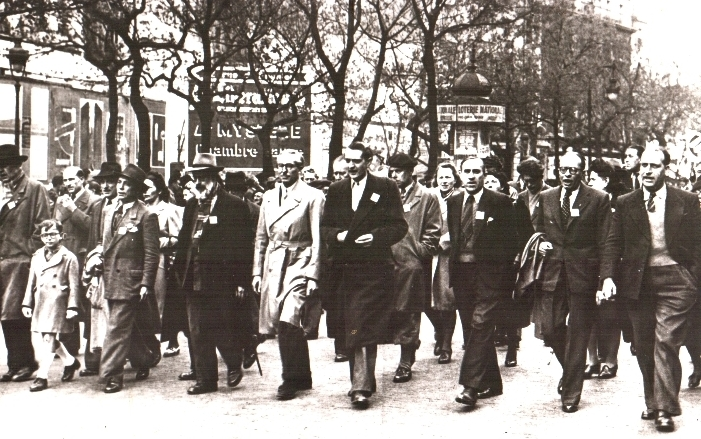
Marceau Pivert et Georges Dardel défilent, vers 1950.

- 1937-1947 : cheminot CGT, membre fondateur du PSOP, adjoint SFIO au maire de Puteaux[6]
- 1948-1969 : maire de Puteaux[7]
- 1951-1956 : Tradition du Jumelage Européen
- 1953-1967 : conseiller général de la Seine[8]
- 1954-1969 : membre du conseil d'administration de la RATP[8]
- 1957-1960 et 1961-1965 : membre du comité directeur de la SFIO[5]
- 1958-1969 : sénateur de la Seine[8]
- 1959-1965 : président du Conseil général de la Seine[8]
- 1959-1974 : délégué suppléant représentant la France à l'Assemblée consultative du Conseil de l'Europe[9]
- 1960-1962 : président de la Conférence permanente des pouvoirs locaux et régionaux de l'Europe[10]
- 1969-1977 : sénateur des Hauts-de-Seine[8]
- 1969-1977 : conseiller municipal de Puteaux